# Zanele Muholi
Zanele Muholi (Umlazi, 19 luglio 1972) è un'artista, fotografa e attivista sudafricana impegnata per la causa LGBTQI, lotta per la visibilità e l'affermazione dell'identità lesbica nel suo Paese.

## Biografia

### Origini e formazione
Zanele Muholi è l'ultimogenita di una famiglia di cinque figli. Comincia a lavorare come parrucchiera, sognando di diventare una fotografa e un'attivista LGBTQI.
Tra il 2002 e il 2003 segue una formazione avanzata nel campo della fotografia a Newtown, Johannesburg, alla scuola Market Photo Workshop. Presenta la prima mostra personale nel 2004 alla Johannesburg Art Gallery.
Nel 2009 consegue un Master of Fine Arts alla Ryerson University di Toronto . La sua tesi studia le rappresentazioni visive del lesbismo nero nel Sud Africa post- apartheid.

### Fotografa e giornalista
Zanele Muholi ha iniziato a lavorare come fotografa e giornalista per Behind the Mask, una fanzine online che si occupa di questioni LGBTQI in Africa.
Nel 2002, ha contribuito a fondare il Forum for the Empowerment of Women, organizzazione di lesbiche nere dedicata a fornire un safe space che permetta alle donne di incontrarsi e organizzarsi. Successivamente, documenta i crimini commessi contro la comunità gay, in particolare per quanto riguarda lo stupro correttivo.
È molto esposta e conosciuta anche all'estero. Tra le sedi che hanno ospitato i suoi lavori ricordiamo il CCA di Lagos, la Kunsthalle Wien Project Space di Vienna, il Michael Stevenson di Cape Town, Le Case d'Arte di Milano, il Fred Mann di Londra e l'esposizione che ha avuto luogo all'Afrovibes Festival di Amsterdam.
Nel 2009 fonda Inkanyiso, un'associazione di attivismo visivo al servizio della comunità LGBTQI, il cui motto è "Produrre, educare, diffondere" .
Nel 2010 codirige il documentario Difficult Love,  presentato in vari festival internazionali. Si tratta del suo primo lungometraggio, che era stato preceduto par un'incursione nel corto, Enraged by a Picture, nel 2006.
Nel 2013 è nominata professoressa onoraria di cinema e fotografia presso l'Accademia di Brema, in Germania.
Nel 2017 è un'artista di punta nella mostra Art / Africa organizzata dalla Fondazione Louis Vuitton.
Nel 2019 è stata tra gli artisti invitati alla LVIII Esposizione internazionale d'arte di Venezia.

## Premi e riconoscimenti
- 2005: Tollman Award per le arti visive
- 2006: Borsa per le arti visive alla BHP Billiton / University of the Witwatersrand
- 2009: Residenza presso la fondazione Thami-Mnyele di Amsterdam
- 2009: Residenza Ida e Ely Rubin al Massachusetts Institute of Technology
- 2013: Premio dell'Index on Censorship
- 2013: Prince Claus Fund[11],[12]
- 2016: Infinity Award for Documentary and Photojournalism dell'International Center of Photography di New York